# Президентские выборы в Чили (1964)
Президентские выборы в Чили проходили 4 сентября 1964 года. Новым президентом стал кандидат от Христианско-демократической партии Эдуардо Фрей Монтальва, получивший 56% голосов избирателей при явке 87%.

## Предвыборная кампания
Во время правления Хорхе Алессандри Христианско-демократическая партия стала крупнейшей партией в Чили и отказалась вступать в коалицию с другими партиями, выдвинув кандидатом своего лидера Эдуардо Фрея. Народный фронт действия состоял в основном из Коммунистической партии и Социалистической партии Чили и был представлен Сальвадором Альенде, который уже дважды прежде номинировался в президенты. Демократический фронт, состоявший из либералов, консерваторов и радикалов, выдвинул кандидата от Радикальной партии Хулио Дурана. Первоначально полагали, что Дуран победит. Однако, когда его поддержка резко упала, либералы и консерваторы решили поддержать Эдуардо Фрея. Поддержка правых партий дала Фрею достаточно голосов, чтобы набрать более 50% голосов и победить на выборах.

### Вмешательство США
В 1975 году Комиссия Чёрча в США обнародовала информацию, выявляющую сильнейшее вмешательство ЦРУ в выборный процесс с целью недопущения избрания марксиста Сальвадора Альенде. ЦРУ тайно спонсировало избирательную кампанию Эдуардо Фрея, обеспечив ему более половины средств. Кроме этого, ЦРУ поддерживало различные прохристианско-демократические группы в Чили.

## Результаты
| \| \| \| | 56,09 % |
|          |         |

|  |  |

| \| \| \| | 38,93 % |
|          |         |

|  |  |

| \| \| \| | 4,98 % |
|          |        |

|  |  |